# Пазини, Ренато
Ренато Пазини (итал. Renato Pasini; род. 31 июля 1977, Гаццанига, Ломбардия) — итальянский лыжник, чемпион мира, победитель этапов Кубка мира. Специалист спринтерских гонок. Брат известного итальянского лыжника Фабио Пазини.

## Карьера
В Кубке мира Пазини дебютировал в 2000 году, в январе 2007 года одержал свою первую победу на этапе Кубка мира. Всего на сегодняшний день имеет на своём счету 2 победы на этапах Кубка мира, обе в спринте. Лучшим достижением Пазини в общем итоговом зачёте Кубка мира является 20-е место в сезоне 2008-09.
На Олимпиаде-2006 в Турине стал 18-м в спринте.
На Олимпиаде-2010 в Ванкувере показал следующие результаты: спринт — 20-е место, командный спринт — 8-е место.
За свою карьеру принимал участие в четырёх чемпионатах мира, завоевал золото в командном спринте на чемпионате-2007 в Саппоро.
Использует лыжи производства фирмы Fischer, ботинки и крепления Salomon.